# José Petisco
José Miguel Petisco (Ledesma, Salamanca, 28 de septiembre de 1724 - íd., 27 de enero de 1800) fue un jesuita y helenista español, uno de los primeros católicos en traducir la Biblia entera al castellano, sirviendo de base para la Biblia Torres Amat.

## Biografía
Ingresó en la Compañía de Jesús el 29 de septiembre de 1738 en el noviciado de Villagarcía de Campos (Valladolid). Fue ordenado sacerdote (1747) y enseñó Gramática tres años en Medina del Campo. Había empezado a enseñar filosofía en Pamplona cuando, a propuesta del padre Francisco Rábago, viajó pensionado por el gobierno español al colegio jesuita de Lyon para especializarse en griego y hebreo o "especializarse en todo tipo de literatura", según su amigo, el lingüista Lorenzo Hervás y Panduro, y allí estuvo de 1751 a 1754. Enseñó después retórica y lengua griega y hebrea en el colegio jesuita de Villagarcía durante seis años, Controversias en el Colegio Inglés de Valladolid y Teología dogmática e interpretación de la Sagrada Escritura en el Colegio Real jesuita de Salamanca, para lo cual compuso un Tractatus Theologicus que ha quedado inédito en la biblioteca de esta universidad; tras su tercera probación, hizo su cuarto voto en Villagarcía el 2 de febrero de 1758 y, al ser expulsada su orden en 1767, marchó a Córcega, donde estuvo un año, y después a Bolonia, donde enseñó Sagradas Escrituras en la residencia Fontanelli; en septiembre de 1769 visitó la casa Bianchini con Francisco Javier de Idiáquez y en 1773 compuso el elogio sepulcral de Pedro Calatayud (Tafalla, 1689-Bolonia, 1773), un respetado misionero jesuita. Cuando el pontífice suprimió la Compañía de Jesús en 1773, siguió sin embargo en Bolonia y, tras la traducción al italiano de la Vulgata por Antonio Martini, del breve pontificio a él dirigido y de las nuevas disposiciones de la Inquisición española de 1782, empieza a traducir la Vulgata al castellano en 1786; regresa a España con el texto ya casi terminado en 1798, y fallece el 27 de enero de 1800. Tuvo también un hermano jesuita que también retornó, Manuel Petisco (Ledesma, 1733-1800) que falleció también en ese mismo año.
Editó y comentó además obras de Cicerón, editó además las Geórgicas y las Bucólicas de Virgilio, y elaboró una Gramática griega; se dice que también tradujo los Comentarios de Julio César, pero dicha traducción salió bajo el nombre del presbítero José Goya y Muniain (Madrid, 1798). Algo semejante se afirma de su traducción de la Biblia, que apareció también con el nombre de Félix Torres Amat; Antonio Astorgano Abajo y otros han demostrado sin embargo que esa Biblia es sustancialmente la de Petisco, y que reconocer su trabajo a duras penas por parte de Torres Amat se debió a rivalidades entre órdenes y a que este era jansenista. Según Francisco Lafarga, se le debe también una traducción de la Esther de Jean Racine bajo el título La inocencia triunfante.

## Obras
- Historiae ex libris Ciceronis depromptae, Villagarcía, 1757; 2.ª ed. íd. ...notulis illustrate 1758.
- Gramática griega , Villagarcía, 1758; 2.º ed. corr. íd., 1764; Madrid: Imprenta de Aguado, 1826: Madrid: imprenta de Eusebio Aguado, 1828.
- Orationes M. T. Ciceronis selectæ argumentis et notis hispanicis Ilustratæ ab Josepho Petisco è Societate Jesu, in usum Scholarum ejusdem Societatis, Villagarcía, 1758-1760, 2 vols.
- P. Virgilii Maronis Bucolica, notis hispanicis illustrata a Josepho Petisco è Societate Jesu in usum Scholarum ejusdem Societatis, Villagarcía, 1758; 2.ª ed. íd., 1759.
- Anacreontis Odae, demptis obscoenis, Villagarcía, 1759
- Virgilii Maronis Georgica, notis hispanicis illustrata a Josepho Petisco è Societate Jesu, in usum Scholarum ejusdem Societatis, Villagarcía, 1760
- Vida del Venerable Siervo de Dios, el Hermano Antonio Alonso Bermejo Profeso célibe de la tercera Orden del Seráfico Padre S. Francisco, s. f. (inéd., pero Juan José Tolrá publicó en it. un Compendio della vita del Ven. Servo di Dio il Fratello Antonio Alonso Bermejo[...] del Terz’ordine del [...] Padre San Francisco [...], scritta in ispagnuolo del [...] abbate [...] Giuseppe Michele Petisco, Venezia, 1792)
- Los Comentarios de Julio César, ed. de J. Goya y Muniain, Madrid, Imprenta Real, 1798
- La Sagrada Biblia, Madrid, 1823-1825, 9 vols.
- La inocencia triunfante [trad. en verso de Esther de Jean Racine, inéd.], s. f., Biblioteca Nacional de España, ms. 16501 (21)
- Tractatus Theologicus. I, De defensione Fidei Catholicae, s. f., Biblioteca de la Universidad de Salamanca, ms. 780
- Estracto de muchos actos de santos sacados de la obra Acta Sanctorum de los jesuitas, s. f. (inéd.).